# 카파 상관계수
일반적으로 카파 상관계수는 코헨(Cohen)의 카파 상관계수(Kappa)를 가리키며 이는 2명의 관찰자(또는 평가자)의 신뢰도를 확보하기위한 확률로서 평가지표로 사용되는 상관계수이다.  2명이상에서 신뢰도를 얻기위해서는 플레이스 카파 상관계수(Fleiss' kappa)를 사용할 수 있다.
{\displaystyle K_{C}={{p_{o}-p_{e}} \over {1-p_{e}}}}

## 예
조건
| 평가자 | 평가자    | B         | B        |
| ------ | --------- | --------- | -------- |
| 평가자 | 평가자    | 긍정(Yes) | 부정(No) |
| A      | 긍정(Yes) | a         | b        |
| A      | 부정(No)  | c         | d        |

예시
| 평가자 | 평가자 | B    | B    |
| ------ | ------ | ---- | ---- |
| 평가자 | 평가자 | 긍정 | 부정 |
| A      | 긍정   | 20   | 5    |
| A      | 부정   | 10   | 15   |

관찰된 동의할 경우의 비례값 Po는 다음과 같다.
{\displaystyle p_{o}={\frac {a+d}{a+b+c+d}}={\frac {20+15}{50}}=0.7}
pe인 확률값(the probability of random agreement)을 계산하기 위해서
{\displaystyle {{a+b} \over {a+b+c+d}}=0.5}
평가자 A 의 긍정 확률값은 50% 이고
{\displaystyle {{a+c} \over {a+b+c+d}}=0.6}
평가자 B 의  긍정 확률값은 60%이다.
{\displaystyle {{c+d} \over {a+b+c+d}}=0.5}
평가자 A 의 부정 확률값은 50% 이고
{\displaystyle {{b+d} \over {a+b+c+d}}=0.4}
평가자 B 의  부정 확률값은 40%이다.
따라서
{\displaystyle p_{\text{Yes}}={\frac {a+b}{a+b+c+d}}\cdot {\frac {a+c}{a+b+c+d}}=0.5\times 0.6=0.3}
{\displaystyle p_{\text{No}}={\frac {c+d}{a+b+c+d}}\cdot {\frac {b+d}{a+b+c+d}}=0.5\times 0.4=0.2}
따라서 이 경우 계산되는 전반적인 임의 동의 확률은 '긍정' 또는 '부정'에 동의한 확률값이다. 즉
{\displaystyle p_{e}=p_{\text{Yes}}+p_{\text{No}}=0.3+0.2=0.5}
이때 코헨(Cohen)의 카파 상관계수(Kappa) KC는
{\displaystyle K_{C}={\frac {p_{o}-p_{e}}{1-p_{e}}}={\frac {0.7-0.5}{1-0.5}}=0.4\!}
이다.

## 변형
{\displaystyle K_{C}={{p_{o}-p_{e}} \over {1-p_{e}}}=1-{{1-p_{o}} \over {1-p_{e}}}}
Pe=0일때
{\displaystyle K_{C}={{p_{o}-p_{e}} \over {1-p_{e}}}={{p_{o}-0} \over {1-0}}={{p_{o}} \over {1}}=p_{o}}
Po=0일때
{\displaystyle K_{C}={{p_{o}-p_{e}} \over {1-p_{e}}}={{0-p_{e}} \over {1-p_{e}}}={{p_{e}} \over {p_{e}-1}}}은 Pe가 클수록 1에 가까워지며
Pe가 작을수록 0에 가까워진다.

## 같이 보기
- 파이 계수
- 신뢰 구간
- 검사 타당도